# ＃BがLする4ページアンソロジー
＃BがLする4ページアンソロジー（ビーがエルする4ページアンソロジー）は、リブレが刊行するボーイズラブ漫画の短編集のシリーズ名。

## 概要
4ページで描く短編のアンソロジー。1巻目は表紙をヤマダが務め、「男の子が男の子に恋をした瞬間」を描いたものが集められた。2巻目は表紙を中山幸が務め、溺愛をテーマに恋心が加速する様子を描いたものが集められた。2巻共に執筆しているのは嶋次郎のみである。

## 書誌情報
- 『＃BがLする 4ページアンソロジー』リブレ〈クロフネDELUXE〉、既刊2巻（2022年5月現在）
  1. 「そのとき僕は、恋をした!」2020年7月20日発売[3]、ISBN 978-4-7997-4865-7
  2. 「好きがあふれて止まらない!」2022年5月19日発売[4]、ISBN 978-4-7997-4865-7

## 参加作家

### そのとき僕は、恋をした!
- 宮田トヲル「アオハルは攻撃力が高すぎる」
- 倉橋トモ「まさかクラスのDQNが可愛いなんて」
- 原百合子「灰吹から蛇が出る」
- アキヲ「あとから恋がついてくる」
- すずり街「僕たちは付き合ってません」
- ツバダエキ「アパレル店員さんとリーマンくん」
- 寺井赤音「女装して告ってみた」
- ダヨオ「最終電車の恋人たち」
- 黒井モリー「亡国のエマノン」
- 雲田はるこ「なつのともだち」
- らくたしょうこ「君の呪い」
- 馬あぐり「俺の中の先輩は」
- 嶋次郎「わんことオオカミくんのラブレター」
- ゆうぎ「あいこでしょう」
- 日野晶「われ鍋にとじ猫」
- 桂馬びんぞこ「ラブ♡殺し屋くん！」
- 三星たま「犬井くんと鳥野くん」
- ショオ「そんな君にくびったけ」
- 結城にこ「鈍感な隣人」
- どうざき「夏だ！海だ！恋に、落ちた！」
- 井口病院「おいしそうなともだち」
- ぱらり「ねこにんげん～タマキチとシルク編～」
- 園田ゆり「優しいマッチョと羊田くん」
- 加藤マユミ「君にはかなわない」
- 黒江S介「諦めない男」
- 深澤ねじ「下手くそなさよなら」
- 吾笠花「恋を射ち落とせ！」
- びみ太「多分、そういうこと」
- ヤマダ「なつやすみ」

### 好きがあふれて止まらない!
- 万丈梓「男子校の姫と騎士」
- みか「きみにはひみつ」
- はなげのまい「可愛くて丸かじり」
- 高山しのぶ「強面さんとバイト君」
- ひじき「土屋くんと柴田くん」
- 相葉キョウコ「顔面つよつよ陽キャに勝てない」
- 池玲文「生きてようと死んでようと」
- 成家慎一郎「いつかあなたにも、愛を。」
- 嶋次郎「続わんことオオカミくんのラブレター」
- 横山もよ「カワイイ君には裏がある」
- 武良「昔振った後輩と再会する話」
- 松崎夏未「愛でたしめでたし」
- かづいか「雨こんこ」
- 小夏一花「呪いの先の物語」
- ひととせはるひ「受けに対してお金の価値観バグってる攻めの話」
- 花田「ヤンキー幼馴染の顔が尊い」
- 9℃「フォーカスロック」
- 澄谷ゼニコ「無敵の駄犬」
- パース「ドア開けてびっくり」
- 小畑つねちか「俺のヒーロー」
- なかとかくみこ「近所のお兄さん」
- かもがわ圭「告白するタイミングおかしいやつ」
- たじまこと「一生大好き！」
- 白野ほなみ「スーパーパワー」